# 紀作良
紀 作良（き の さくら/つくら）は、奈良時代から平安時代初期にかけての貴族。官位は従四位下・大学頭。

## 経歴
若くして大学で学び、経書と史書をよく学んだ。少判事から式部大丞を経て、宝亀9年（778年）従五位下に叙せられる。のち、光仁朝において民部少輔・丹波介を歴任。天応元年（781年）の光仁上皇崩御の際には御装束司を務めた。
桓武朝でも、天応2年（782年）尾張守次いで伊勢守と引き続き地方官を務める。延暦3年（784年）右少弁として京官に復すと、延暦4年（785年）大蔵大輔・斎宮長官・兵部大輔、延暦5年（786年）大学頭、延暦6年（787年）治部大輔と短期間に多数の官職を務める。またこの間、延暦4年（785年）従五位上に叙せられている。
延暦7年（788年）上野守に任ぜられると、のち丹波守と桓武朝半ばは再び地方官を務め、この間の延暦8年（789年）正五位下、延暦16年（797年）正五位上と昇進した。のち、従四位下・大学頭に至る。延暦18年（799年）正月16日卒去。最終官位は大学頭従四位下。

## 人物
飾り気がなく真面目な性格で、官人に少しでも過ちがあれば、容赦なく必ず法を以て処分したために、部下に憎まれた。早朝から日暮れまで公務に精励して、老齢になっても怠ることがなかったという。

## 官歴
『六国史』による。
- 時期不詳：少判事。式部大丞。正六位上
- 宝亀9年（778年） 正月16日：従五位下
- 宝亀10年（779年） 9月28日：民部少輔
- 宝亀11年（780年） 3月17日：丹波介
- 天応元年（781年） 12月23日：御装束司（光仁上皇崩御）
- 天応2年（782年） 2月7日：尾張守。6月20日：伊勢守
- 延暦3年（784年） 4月30日：右少弁
- 延暦4年（785年） 正月7日：従五位上。正月27日：大蔵大輔。4月23日：斎宮長官。7月6日：兵部大輔
- 延暦5年（786年） 正月28日：大学頭。9月29日：河内和泉班田次官
- 延暦6年（787年） 3月22日：治部大輔
- 延暦7年（788年） 3月21日：上野守
- 延暦8年（789年） 正月6日：正五位下
- 時期不詳：丹波守
- 延暦16年（797年） 正月7日：正五位上
- 時期不詳：従四位下。大学頭
- 延暦18年（799年） 正月16日：卒去（大学頭従四位下）